# Nuoto ai campionati mondiali di nuoto 2017 - Staffetta 4x100 metri misti femminile
La gara di nuoto della staffetta 4x100 metri misti femminile dei campionati mondiali di nuoto 2017 è stata disputata il 30 luglio presso la Duna Aréna di Budapest. Vi hanno preso parte 17 squadre nazionali. La competizione è stata vinta dalla squadra statunitense, mentre l'argento e il bronzo sono andati rispettivamente alla squadra russa e quella australiana.

## Medaglie
| Posizione | Nazione     | Atleti |
| --------- | ----------- | --- |
| Oro       | Stati Uniti | Kathleen Baker Lilly King Kelsi Worrell Simone Manuel Olivia Smoliga* Katie Meili* Sarah Gibson* Mallory Comerford*     |
| Argento   | Russia      | Anastasija Zueva Julija Efimova Svetlana Čimrova Veronika Popova Natalia Ivaneeva*                                      |
| Bronzo    | Australia   | Emily Seebohm Taylor McKeown Emma McKeon Bronte Campbell Holly Barratt* Jessica Hansen* Brianna Throssell* Shayna Jack* |

* Nuotatrici che hanno partecipato solamente nelle batterie.

## Programma
| Data           | Ora (UTC+2) | Turno    |
| -------------- | ----------- | -------- |
| 30 luglio 2017 | 10:14       | Batterie |
| 30 luglio 2017 | 19:07       | Finale   |

## Record
Prima della manifestazione il record del mondo e il record dei campionati erano i seguenti.
| Record mondiale       | 3'52"05 | Stati Uniti Missy Franklin (58"50) Rebecca Soni (1'04"82) Dana Vollmer (55"48) Allison Schmitt (53"25) | 4 agosto 2012 Londra, Regno Unito |
| Record dei campionati | 3'52"19 | Cina Zhao Jing (58"98) Chen Huijia (1'04"12) Jiao Liuyang (56"28) Li Zhesi (52"81)                     | 1º agosto 2009 Roma, Italia       |

Durante la competizione è stato battuto il seguente record:
| Data      | Evento | Atleti                                                                                  | Nazione     | Tempo   | Record                                  |
| --------- | ------ | --------------------------------------------------------------------------------------- | ----------- | ------- | --------------------------------------- |
| 30 luglio | Finale | Kathleen Baker (58"54) Lilly King (1'04"48) Kelsi Worrell (56"30) Simone Manuel (52"23) | Stati Uniti | 3'51"55 | Record mondiale · Record dei campionati |

## Risultati

### Batterie
| Posizione | Batteria | Corsia | Atleti | Nazione       | Tempo   | Note |
| --------- | -------- | ------ | --- | ------------- | ------- | ---- |
| 1         | 2        | 4      | Olivia Smoliga (59"52) Katie Meili (1'05"17) Sarah Gibson (58"36) Mallory Comerford (52"90)                      | Stati Uniti   | 3'55"95 | Q    |
| 2         | 2        | 5      | Fu Yuanhui (1'00"04) Shi Jinglin (1'06"55) Zhang Yufei (57"50) Zhu Menghui (53"03)                               | Cina          | 3'57"12 | Q    |
| 3         | 1        | 5      | Kylie Masse (58"86) Kierra Smith (1'07"20) Rebecca Smith (57"75) Sandrine Mainville (53"36)                      | Canada        | 3'57"17 | Q    |
| 4         | 2        | 3      | Anastasija Zueva (59"61) Natalia Ivaneeva (1'06"89) Svetlana Čimrova (57"62) Veronika Popova (53"41)             | Russia        | 3'57"53 | Q    |
| 5         | 1        | 4      | Holly Barratt (59"68) Jessica Hansen (1'07"10) Brianna Throssell (58"52) Shayna Jack (53"44)                     | Australia     | 3'58"74 | Q    |
| 6         | 2        | 6      | Margherita Panziera (1'01"04) Arianna Castiglioni (1'06"99) Ilaria Bianchi (57"56) Federica Pellegrini (54"44)   | Italia        | 4'00"03 | Q    |
| 7         | 2        | 8      | Ida Lindborg (1'01"24) Sophie Hansson (1'08"62) Louise Hansson (58"29) Michelle Coleman (53"29)                  | Svezia        | 4'01"44 | Q    |
| 8         | 1        | 3      | Georgia Davies (1'00"23) Sarah Vasey (1'07"96) Alys Thomas (59"84) Freya Anderson (53"75)                        | Gran Bretagna | 4'01"78 | Q    |
| 9         | 2        | 2      | Simona Baumrtová (1'00"13) Martina Moravčíková (1'07"76) Lucie Svěcená (59"18) Anna Kolářová (55"16)             | Rep. Ceca     | 4'02"23 |      |
| 10        | 1        | 2      | Katalin Burián (1'00"62) Anna Sztankovics (1'08"75) Liliána Szilágyi (58"32) Flóra Molnár (55"39)                | Ungheria      | 4'03"08 |      |
| 11        | 1        | 8      | Mimosa Jallow (1'01"43) Jenna Laukkanen (1'07"06) Kaisla Kollanus (1'02"43) Lotta Nevalainen (55"46)             | Finlandia     | 4'06"38 |      |
| 12        | 2        | 1      | Bobbi Gichard (1'01"63) Natasha Lloyd (1'09"35) Helena Gasson (1'00"31) Gabrielle Fa'amausili (55"80)            | Nuova Zelanda | 4'07"09 |      |
| 13        | 1        | 6      | Claudia Lau (1'02"56) Siobhán Haughey (1'07"62) Chan Kin Lok (1'00"22) Sze Hang Yu (57"00)                       | Hong Kong     | 4'07"40 |      |
| 14        | 1        | 7      | Andrea Murez (1'02"45) Amit Ivry (1'11"27) Keren Siebner (59"65) Zohar Shikler (56"98)                           | Israele       | 4'10"35 |      |
| 15        | 1        | 1      | Karolina Hájková (1'03"57) Andrea Podmaníková (1'10"86) Barbora Mišendová (1'01"62) Katarína Listopadová (55"98) | Slovacchia    | 4'12"03 |      |
| 16        | 2        | 0      | Fernanda González (1'02"25) Esther González (1'10"86) María José Mata (1'02"41) Liliana Ibáñez (56"52)           | Messico       | 4'12"04 |      |
| 17        | 2        | 7      | Samantha Randle (1'05"85) Kaylene Corbett (1'10"65) Erin Gallagher (1'01"58) Emma Chellius (57"39)               | Sudafrica     | 4'15"47 |      |

### Finale
| Posizione | Corsia | Atleti | Nazione       | Tempo   | Note |
| --------- | ------ | --- | ------------- | ------- | ---- |
|           | 4      | Kathleen Baker (58"54) Lilly King (1'04"48) Kelsi Worrell (56"30) Simone Manuel (52"23)                        | Stati Uniti   | 3'51"55 | RM   |
|           | 6      | Anastasija Zueva (58"96) Julija Efimova (1'04"03) Svetlana Čimrova (56"99) Veronika Popova (53"40)             | Russia        | 3'53"38 | ER   |
|           | 2      | Emily Seebohm (58"53) Taylor McKeown (1'06"29) Emma McKeon (56"78) Bronte Campbell (52"69)                     | Australia     | 3'54"29 |      |
| 4         | 3      | Kylie Masse (58"31) Kierra Smith (1'06"57) Penny Oleksiak (56"90) Chantal Van Landeghem (53"08)                | Canada        | 3'54"86 |      |
| 5         | 1      | Ida Lindborg (1'01"56) Jennie Johansson (1'05"76) Sarah Sjöström (55"03) Michelle Coleman (52"93)              | Svezia        | 3'55"28 |      |
| 6         | 5      | Fu Yuanhui (1'00"52) Shi Jinglin (1'06"16) Zhang Yufei (57"39) Zhu Menghui (53"62)                             | Cina          | 3'57"69 |      |
| 7         | 8      | Kathleen Dawson (1'00"24) Sarah Vasey (1'07"06) Charlotte Atkinson (58"29) Freya Anderson (53"92)              | Gran Bretagna | 3'59"51 |      |
| 8         | 7      | Margherita Panziera (1'01"12) Arianna Castiglioni (1'06"55) Ilaria Bianchi (57"64) Federica Pellegrini (54"67) | Italia        | 3'59"98 |      |